# Anything Is Possible (album Debbie Gibson)
Anything Is Possible è il terzo album della cantautrice statunitense Debbie Gibson, pubblicato dall'etichetta discografica Atlantic e distribuito dalla WEA nel 1990.
L'album è disponibile su long playing, musicassetta e compact disc. I brani sono composti dall'interprete, in 4 occasioni con la collaborazione di Lamont Dozier.
Ciascuna delle facciate ha un sottotitolo, rispettivamente NRG (Arrow Up) e Mood Swings.
Dal disco vengono tratti sei singoli 1990 e il 1992.

## Tracce

### NRG (Arrow Up)
1. Another Brick Falls
2. Anything Is Possible
3. Reverse Psychology
4. One Step Ahead
5. Stand Your Ground
6. Deep Down
7. It Must've Been My Boy
8. Lead Them Home My Dreams

### Mood Swings
1. One Hand, One Heart
2. Sure
3. Negative Energy
4. Mood Swings
5. Try
6. In His Mind
7. Where Have You Been?
8. This So-Called Miracle